# ESKAPE
Die Abkürzung ESKAPE steht für die Krankenhauskeime Enterococcus faecium, Staphylococcus aureus, Klebsiella pneumoniae, Acinetobacter baumannii, Pseudomonas aeruginosa und Enterobacter-Spezies. Sie bilden häufig eine Multiresistenz aus und lösen nosokomiale Infektionen aus.